# Вікторіано Кастельянос
Вікторіано Кастельянос Кортес (1796–1862) — тимчасовий президент Гондурасу 1862 року.

## Життєпис
Народився в містечку Санта-Роса де Копан. Навчався у католицькій парафії Педро-Антоніо-Пінеди, був шахтарем та політичним активістом.
3 лютого 1860 року був обраний на пост віце-президента країни за часів президентства генерала Хосе Сантоса Гвардіоли, якого було вбито 11 січня 1862 року власним охоронцем. Після цього Вікторіано очолив тимчасову адміністрацію.